# Regenstein
Regenstein är en bergstopp i Österrike.   Den ligger i distriktet Lienz och förbundslandet Tyrolen, i den centrala delen av landet, 300 km sydväst om huvudstaden Wien. Toppen på Regenstein är 2 891 meter över havet, eller 342 meter över den omgivande terrängen. Bredden vid basen är 8,2 km.
Terrängen runt Regenstein är huvudsakligen bergig, men västerut är den kuperad. Runt Regenstein är det ganska glesbefolkat, med 26 invånare per kvadratkilometer.. Närmaste större samhälle är Matrei in Osttirol, 15,5 km norr om Regenstein. 
Trakten runt Regenstein består i huvudsak av gräsmarker.